# Lill-Gubbträsket
Lill-Gubbträsket är en sjö i Storumans kommun i Lappland och ingår i Umeälvens huvudavrinningsområde. Sjön har en area på 0,421 kvadratkilometer och ligger 362,1 meter över havet.

## Delavrinningsområde
Lill-Gubbträsket ingår i det delavrinningsområde (722810-158038) som SMHI kallar för Ovan 722583-158127. Medelhöjden är 369 meter över havet och ytan är 17,53 kvadratkilometer. Det finns inga avrinningsområden uppströms utan avrinningsområdet är högsta punkten. Sundträskbäcken som avvattnar avrinningsområdet har biflödesordning 4, vilket innebär att vattnet flödar genom totalt 4 vattendrag innan det når havet efter 238 kilometer. Avrinningsområdet består mestadels av skog (88 procent). Avrinningsområdet har 0,64 kvadratkilometer vattenytor vilket ger det en sjöprocent på 3,6 procent.